# Jan Sederholm
Jan Sederholm (født 7. oktober 1924 i Malmø, død 26. juli 2012 i Helsingborg) var en svensk arkitekt. Jan Sederholm har været arkitekt på seks af de 25 mest fremstående golfbaner i Danmark., forelæser i golfbanedesign og er anerkendt af Föreningen Skandinaviska Golfbanearkitekter for sin "fremme af udviklingen af golfbanearkitekturen i de skandinaviske lande".

## Danske baner
- Furesø Golfklub
- Gilleleje Golfklub
- Golfklubben Hedeland
- Hillerød Golf Klub (med Orla Knudsen)
- Himmerland Golf Klub
- Holbæk Golf Klub (med Frederik Dreyer)
- Horsens Golfklub (med Line Mortensen)
- Kalundborg Golfklub
- Kolding Golf Club (med Line Mortensen)
- Mølleåens Golf Klub
- Odense Golfklub
- Roskilde Golf Klub
- Sorø Golfklub
- Viborg Golfklub (med Frederik Dreyer og Michael Traasdahl Møller)
- Værløse Golfklub
- Aarhus Aadal Golf Club (med Michael Traasdahl Møller)

## Svenske baner
- Älvkarleby golfklubb
- Skepptuna golfklubb